# La vita in un attimo
 La vita in un attimo (Life Itself) è un film statunitense del 2018 scritto e diretto da Dan Fogelman.
La pellicola è una storia d'amore multi-generazionale che intreccia svariati personaggi lungo vari decenni tra le strade di New York e la campagna spagnola.

## Trama

### Introduzione – Henry, Cait Morris e Will Dempsey
La storia si apre con Samuel L. Jackson come narratore. Introduce Henry, il protagonista, mentre parla con la sua terapista, la dottoressa Cait Morris. Tuttavia, Samuel sembra poco impressionato da Henry e sposta la sua attenzione su Cait. Mentre attraversa la strada, un uomo di nome Will Dempsey le dice di essere un suo grande fan, ma improvvisamente Cait viene investita da un autobus. Samuel interrompe la narrazione, apparendo fisicamente per rassicurare il pubblico che Cait starà bene, poiché è "l'eroe della storia". Tuttavia, quando si accorge che è morta, lascia la scena, confuso e irritato.
Questa sequenza si rivela essere una scena di una sceneggiatura che Will sta scrivendo. La narrazione si sposta, e un nuovo narratore introduce la vera storia.

### La storia di Will e Abby
Nella realtà, Cait Morris è la terapista di Will, che ha iniziato a vederla dopo essere stato dimesso da un ospedale psichiatrico. Attraverso i flashback, viene rivelata la storia di Will e sua moglie Abby.
Abby ha avuto un'infanzia tragica: i suoi genitori sono morti in un incidente d'auto quando era bambina, lasciandola sotto la custodia del suo zio Joe, che l'ha abusata sessualmente per anni. Alla fine, Abby ha trovato il coraggio di minacciarlo con una pistola, ponendo fine agli abusi.
Anni dopo, Abby e Will si incontrano al college, diventano amici e si innamorano. In meno di un anno, Will le propone di sposarlo. La loro vita sembra serena e piena di speranza. Abby, appassionata di narrativa, discute con entusiasmo la sua tesi sul "narratore inaffidabile", definendo la vita stessa come il narratore più inaffidabile per via della sua imprevedibilità.
Ma il loro destino cambia improvvisamente. Un giorno, mentre camminano per strada dopo aver pranzato con i genitori di Will, Abby annuncia con gioia che aspettano una bambina e vorrebbe chiamarla Dylan. Distratta, attraversa la strada senza accorgersi di un autobus in arrivo. Abby viene investita e muore, mentre il bambino sopravvive. Consumato dal senso di colpa, Will si spara davanti alla sua terapista Cait, incapace di affrontare il dolore.

### La vita di Dylan Dempsey
Dylan, la figlia nata dalla tragedia, cresce con una nube oscura che sembra seguirla ovunque. Cresciuta dai suoi nonni, Linda e Irwin, perde Linda all'età di sei anni e, l'anno successivo, anche il suo amato cane. Questi eventi la portano a una riflessione precoce sulla mortalità.
Da adulta, Dylan si esibisce in una band e canta una commovente versione di To Make You Feel My Love. Dopo il concerto, si ritrova a fumare uno spinello su una panchina, riflettendo sugli ultimi momenti della vita di sua madre. In una visione onirica, immagina di vedere l'autobus e il ragazzino che, dentro il veicolo, osserva la scena.

### La famiglia Gonzalez e la tragedia dell'autobus
In Spagna, Javier Gonzalez lavora nella piantagione di ulivi di Vincent Saccione. Nonostante una vita modesta, Javier costruisce una famiglia amorevole con Isabel, sua moglie, e il loro figlio Rodrigo. Tuttavia, un viaggio a New York segna una svolta drammatica. Durante una gita turistica, Rodrigo distrae involontariamente l'autista di un autobus, causando l'incidente che uccide Abby.
Il trauma perseguita Rodrigo per tutta la vita. I suoi genitori cercano di aiutarlo, ma il peso dell'accaduto e la crescente influenza di Saccione su Isabel portano alla separazione di Javier e sua moglie. Isabel rimane con Saccione, ma non lo ama come amava Javier.

### Rodrigo Gonzalez e Dylan Dempsey
Anni dopo, Rodrigo si trasferisce a New York per studiare. Qui incontra Dylan, con cui condivide un passato segnato dalla perdita e dalla tragedia. Dopo la morte di sua madre Isabel, Rodrigo, in preda alla confusione, vaga per la città e si imbatte in Dylan, che piange sulla stessa panchina dove rifletteva sul suo passato. Le chiede se sta bene, segnando l'inizio del loro legame.

### Elena Dempsey-Gonzalez
La narrazione si conclude con Elena, figlia di Dylan e Rodrigo, che racconta la storia delle generazioni che l'hanno preceduta. Nel suo libro, Life Itself, riflette sul modo in cui l'amore ha trionfato nonostante le difficoltà. Conclude dicendo che, anche nei momenti più oscuri, la vita può sorprendere con atti d'amore inaspettati. Elena vede in sé l'eredità di entrambe le sue nonne, Abby e Isabel, che le hanno insegnato il valore dell'amore e della resilienza.
L'ultima scena mostra un ricordo di Will che ammira Abby, incinta e felice, con il futuro davanti a loro.

## Produzione
Nell'agosto 2016 la FilmNation Entertainment acquista la sceneggiatura di Dan Fogelman, dopo esser stata inserita nella Black List.
I diritti di distribuzione del film sono stati venduti per 10 milioni di dollari ad Amazon Studios dopo una lunga battaglia d'aste tra Amazon, Universal Pictures e Paramount Pictures.

### Riprese
Le riprese del film sono iniziate il 13 marzo 2017 a New York e sono continuate nel maggio in Spagna.

## Promozione
Il primo trailer del film è stato diffuso il 13 marzo 2018.

## Distribuzione
Il film è stato presentato in anteprima nel settembre 2018 al Toronto International Film Festival e successivamente distribuito nelle sale cinematografiche statunitensi a partire dal 21 settembre 2018, mentre in quelle italiane dal 21 febbraio 2019.